# Championnat de France de floorball 2012-2013
Navigation
Édition précédente Édition suivante
Le Championnat de France de floorball 2012-2013 est la 9e édition de cette compétition. Le premier niveau du championnat oppose pour cette saison 8 équipes séparées en 2 poules géographiques.
En saison régulière, chaque équipe affronte les membres de sa poule à deux reprises, et ceux de l’autre poule une fois, soit un total de 10 matchs par équipe. Les rencontres se déroulent en 3 périodes de 20 minutes, temps continu.
Les phases finales opposent d’une part les 2 premiers de chaque poule pour le titre de champion. Et d’autre part les derniers de chaque poule pour le maintien en Division 1.
Le championnat a débuté le 20 octobre 2012 et s'est terminé le 26 mai 2013.

## Première division (D1)

### Équipes
| \| Lyon Floorball Club Rascasses de Marseille Paris Université Club IFK Paris Isere Gresivaudan Floorball Phoenix Floorball Club Saint-Étienne Knights Hoplites d'Ambiani \| Localisation des clubs |
| Lyon Floorball Club Rascasses de Marseille Paris Université Club IFK Paris Isere Gresivaudan Floorball Phoenix Floorball Club Saint-Étienne Knights Hoplites d'Ambiani                              |

À la suite des résultats de la saison 2011-2012, les deux équipes suivantes ont rejoint la D1 : Phoenix Floorball Club et Saint-Étienne Knights, alors que les deux équipes suivantes ont été reléguées en D2 : Chats Biterrois (Béziers) et Nordiques Floorball Club pour la saison 2012-2013.

### Classement final de la saison régulière

#### Poule A
| Classement | Nom de l'équipe             | Points | Matchs joués | Victoires | Nuls | Défaites | Buts pour | Buts contre | Différence |
| ---------- | --------------------------- | ------ | ------------ | --------- | ---- | -------- | --------- | ----------- | ---------- |
| 1          | IFK Paris                   | 15     | 10           | 7         | 1    | 2        | 47        | 28          | +19        |
| 2          | Phoenix Floorball Club      | 12     | 10           | 5         | 2    | 3        | 57        | 33          | +24        |
| 3          | PUC (Paris Université Club) | 11     | 10           | 4         | 3    | 3        | 36        | 23          | +13        |
| 4          | Hoplites d'Ambiani (Amiens) | 11     | 10           | 4         | 3    | 3        | 40        | 40          | 0          |

- Qualification pour les Playoffs
- Qualification pour les Playdowns

#### Poule B
| Classement | Nom de l'équipe         | Points | Matchs joués | Victoires | Nuls | Défaites | Buts pour | Buts contre | Différence |
| ---------- | ----------------------- | ------ | ------------ | --------- | ---- | -------- | --------- | ----------- | ---------- |
| 1          | Tigres du Grésivaudan 1 | 15     | 10           | 7         | 1    | 2        | 39        | 21          | +18        |
| 2          | Lyon Pirates du Rhone   | 12     | 10           | 5         | 2    | 3        | 31        | 26          | +5         |
| 3          | Rascasses de Marseille  | 4      | 10           | 2         | 0    | 8        | 29        | 57          | -28        |
| 4          | Saint-Étienne Knights   | 0      | 10           | 0         | 0    | 10       | 16        | 67          | -51        |

- Qualification pour les Playoffs
- Qualification pour les Playdowns

### Résultats finaux de la saison régulière

#### Matchs intra-poules
Les équipes d'une poule se rencontrent en match aller-retour

##### Poule A
| Résultats (dom.\ext.)                                      | AMI | IFK | PHO | PUC |
| Hoplites d'Ambiani                                         |     | 3-4 | 2-2 | 6-3 |
| IFK Paris 1                                                | 8-2 |     | 3-5 | 3-3 |
| Phoenix FC                                                 | 9-7 | 3-5 |     | 2-6 |
| Paris Université Club 1                                    | 2-3 | 1-3 | 3-3 |     |
| - Victoire à domicile - Match nul - Victoire à l'extérieur |     |     |     |     |

##### Poule B
| Résultats (dom.\ext.)                                      | STE | LYO | MAR | GRE  |
| Saint-Étienne Knights                                      |     | 3-5 | 1-6 | 0-13 |
| Lyon Floorball Club 1                                      | 5-1 |     | 3-2 | 2-3  |
| Marseille Rascasses                                        | 7-3 | 1-5 |     | 1-2  |
| Tigres du Grésivaudan 1                                    | 4-3 | 1-3 | 5-3 |      |
| - Victoire à domicile - Match nul - Victoire à l'extérieur |     |     |     |      |

#### Matchs inter-poules
Les équipes d'une poule rencontrent les équipes de l'autre poule en match aller simples. En colonne les équipes de la poule A, en ligne celles de la poule B.
| Résultats               | Hoplites d'Ambiani | IFK Paris 1 | Phoenix FC | Paris Université Club 1 |
| Saint-Étienne Knights   | 3-6                | 1-7         | 1-8        | 0-6                     |
| Lyon Floorball Club 1   | 3-3                | 2-5         | 1-5        | 2-2                     |
| Marseille Rascasses     | 4-6                | 3-6         | 2-18       | 0-8                     |
| Tigres du Grésivaudan 1 | 2-2                | 5-3         | 3-2        | 1-2                     |

On peut constater qu'au cours de la saison régulière, les équipes de la poule Nord ont souvent pris l'ascendant sur les équipes de la poule Sud lors de ces matchs inter-poules.

### Playoffs
|  | Demi-finales                 | Demi-finales            |                        |   | Finale                 | Finale                 |
|  | Demi-finales                 | Demi-finales            |                        |   | Finale                 | Finale                 |
|  |                              |                         |                        |   |                        |                        |
|  | 18 mai 2013 à Grenoble*      | 18 mai 2013 à Grenoble* |                        |   | 19 mai 2013 à Grenoble | 19 mai 2013 à Grenoble |
|  | 18 mai 2013 à Grenoble*      | 18 mai 2013 à Grenoble* |                        |   | 19 mai 2013 à Grenoble | 19 mai 2013 à Grenoble |
|  | A-1: IFK Paris               | 3                       |                        |   | 19 mai 2013 à Grenoble | 19 mai 2013 à Grenoble |
|  | A-1: IFK Paris               | 3                       |                        |   | 19 mai 2013 à Grenoble | 19 mai 2013 à Grenoble |
|  | B-2: Lyon Floorball Club     | 2                       |                        |   | 19 mai 2013 à Grenoble | 19 mai 2013 à Grenoble |
|  | B-2: Lyon Floorball Club     | 2                       | IFK Paris              | 0 |                        |                        |
|  | 18 mai 2013 à Grenoble       |                         | IFK Paris              | 0 |                        |                        |
|  |                              | Phoenix Floorball Club  | 4                      |   |                        |                        |
|  | B-1: Tigres du Grésivaudan 1 | Phoenix Floorball Club  | 4                      | 3 |                        |                        |
|  | B-1: Tigres du Grésivaudan 1 |                         |                        | 3 |                        |                        |
|  | A-2: Phoenix Floorball Club  | 6                       |                        |   |                        |                        |
|  | A-2: Phoenix Floorball Club  | 6                       | Match pour la 3e place |   |                        |                        |
|  |                              |                         |                        |   |                        |                        |
|  | 19 mai 2013 à Grenoble       |                         |                        |   |                        |                        |
|  |                              |                         |                        |   |                        |                        |
|  | Lyon Floorball Club          | 9                       |                        |   |                        |                        |
|  | Lyon Floorball Club          | 9                       |                        |   |                        |                        |
|  | Tigres du Grésivaudan 1      | 3                       |                        |   |                        |                        |
|  | Tigres du Grésivaudan 1      | 3                       |                        |   |                        |                        |

#### Détails de la finale
| 26 mai 2013 | IFK Paris | 0-4 (0-1, 0-1, 0-2) | Phoenix Floorball Club | Gymnase de la Piscine, Saint-Martin-d'Hères |

| Feuille de match | Feuille de match | Feuille de match        | Feuille de match | Feuille de match                            |
| ---------------- | ---------------- | ----------------------- | --- | ------------------------------------------- |
|                  |                  | 0 - 1 0 - 2 0 - 3 0 - 4 | 06:37 - Charles-Henri SIS 33:00 - Charles-Henri SIS 40:26 - Thibault VAN NEDERVELDE 51:03 - Charles-Henri SIS (Thibault VAN NEDERVELDE) | Arbitrage : Pao KOHLI Michael SCHWARZWÄLDER |
| Ari SAARANEN     | Gardiens         | Stevie SEIGNEUR         | | Arbitrage : Pao KOHLI Michael SCHWARZWÄLDER |
| 4 min            | Pénalités        | 6 min                   | | Arbitrage : Pao KOHLI Michael SCHWARZWÄLDER |
|                  |                  |                         | | Arbitrage : Pao KOHLI Michael SCHWARZWÄLDER |

### Playdowns
Les équipes classées 3e de chaque poule (PUC pour la poule Nord, Marseille pour la poule Sud) sont maintenues en D1 et dispensées de playdowns.
Les équipes dernières de chaque poule (Amiens pour la poule Nord, Saint-Étienne pour la poule Sud) jouent un match de playdowns.
Le gagnant de ce match pour la 9e place de D1 se maintient en D1.
Le perdant jouera un match de barrage contre le 3e de D2 pour savoir qui du dernier de D1 ou du 3e de D2 jouera la saison 2013-2014 de D1.
| Match                     | Club                  | Score | Club                  |
| ------------------------- | --------------------- | ----- | --------------------- |
| Match pour la 7e place D1 | Hoplites d'Ambiani    | 5-2   | Saint-Étienne Knights |
| Match de barrage D1/D2    | Saint-Étienne Knights | 1-11  | Canonniers de Nantes  |

Finalement, les Hoplites d'Ambiani se maintiennent en D1 grâce à leur 7e place. Et les Canonniers de Nantes prennent la place des Saint-Étienne Knights en D1 pour la saison 2013-2014.

## Deuxième division (D2)
Le Championnat de France de floorball D2 2012-2013 est la 5e édition de cette compétition. Elle a été remportée par la jeune équipe des Trolls d'Annecy qui a été créée la même année. Cette saison voit également l'apparition des équipes de Angers, Laval et Saint-Lô.
Le deuxième niveau du championnat oppose pour cette saison 21 équipes séparées en 4 poules géographiques : ouest, nord, est et sud-est. Pour la première fois, l'organisation de celles-ci est totalement indépendantes, sans matchs inter-poules.
Pendant la saison régulière, les équipes affrontent celles de leur poule en matchs aller-retour, dans des matchs de 3 périodes de 20 minutes, temps continu. Les 2 premières équipes de chacune des 4 poules sont qualifiées pour les playoffs avec un tirage au sort pour déterminer les quarts de finale.
Les deux premières équipes sont promues en D1 pour la saison 2013-2014. Tandis que le 3e de D2 rencontre le dernier de D1 dans un match de barrage pour déterminer laquelle des deux équipes jouera en D1 ou en D2 en 2013-2014. Ceci faisant suite au passage programmé de la D1 de 8 à 10 clubs pour la saison 2013-2014. Il y aura donc 2 ou 3 équipes promues à la fin de la saison.
Le championnat a débuté le 20 octobre 2012 et s'est terminé le 26 mai 2013.

### Équipes
| \| Hoplites d'Ambiani Caen Floorball Sentinelles de Strasbourg IFK Paris Lyon Floorball Club Isere Gresivaudan Floorball Nordiques Floorball Club Chats Biterrois Gladiateurs d'Orléans Paris Université Club Grizzlys du Hainaut Dragons Bisontins Ericsson Vikings Canonniers de Nantes Rennes Floorball Club Loups Lorrains Trolls d'Annecy Floorball Club Lavallois Saint-Lô Floorball Andégaves d'Angers Deux Savoies FC \| Localisation des clubs engagés dans le championnat. |
| Hoplites d'Ambiani Caen Floorball Sentinelles de Strasbourg IFK Paris Lyon Floorball Club Isere Gresivaudan Floorball Nordiques Floorball Club Chats Biterrois Gladiateurs d'Orléans Paris Université Club Grizzlys du Hainaut Dragons Bisontins Ericsson Vikings Canonniers de Nantes Rennes Floorball Club Loups Lorrains Trolls d'Annecy Floorball Club Lavallois Saint-Lô Floorball Andégaves d'Angers Deux Savoies FC                                                           |

À la suite des résultats de la saison 2011-2012, les deux équipes suivantes ont rétrogradé en D2 : Nordiques Floorball Club et Chats Biterrois (Béziers), alors que les quatre équipes suivantes ont rejoint la D2 : Trolls d'Annecy, Floorball Club Lavallois, Saint-Lô Floorball et Andégaves d'Angers pour la saison 2012-2013.

### Classement final de la saison régulière

#### Poule Ouest
| Classement | Nom de l'équipe          | Points | Matchs joués | Victoires | Nuls | Défaites | Buts pour | Buts contre | Différence |
| ---------- | ------------------------ | ------ | ------------ | --------- | ---- | -------- | --------- | ----------- | ---------- |
| 1          | Caen Floorball           | 18     | 10           | 9         | 0    | 1        | 111       | 13          | +98        |
| 2          | Canonniers de Nantes     | 18     | 10           | 9         | 0    | 1        | 90        | 8           | +82        |
| 3          | Panthères de Rennes      | 11     | 10           | 5         | 1    | 4        | 46        | 52          | -6         |
| 4          | Andégaves d'Angers       | 8      | 10           | 3         | 2    | 5        | 39        | 55          | -16        |
| 5          | Floorball Club Lavallois | 5      | 10           | 2         | 1    | 7        | 18        | 89          | -71        |
| 6          | Saint-Lô Floorball       | 0      | 10           | 0         | 0    | 10       | 14        | 101         | -87        |

#### Poule Nord
| Classement | Nom de l'équipe          | Points | Matchs joués | Victoires | Nuls | Défaites | Buts pour | Buts contre | Différence |
| ---------- | ------------------------ | ------ | ------------ | --------- | ---- | -------- | --------- | ----------- | ---------- |
| 1          | Grizzlys du Hainaut      | 13     | 8            | 6         | 1    | 1        | 28        | 13          | +15        |
| 2          | Nordiques Floorball Club | 11     | 8            | 5         | 1    | 2        | 26        | 19          | +7         |
| 3          | Gladiateurs d'Orléans    | 7      | 8            | 3         | 1    | 4        | 12        | 13          | -1         |
| 4          | IFK Paris 2              | 7      | 8            | 3         | 1    | 4        | 28        | 31          | -3         |
| 5          | Hoplites d'Ambiani 2     | 2      | 8            | 1         | 0    | 7        | 14        | 32          | -18        |

#### Poule Est
| Classement | Nom de l'équipe           | Points | Matchs joués | Victoires | Nuls | Défaites | Buts pour | Buts contre | Différence |
| ---------- | ------------------------- | ------ | ------------ | --------- | ---- | -------- | --------- | ----------- | ---------- |
| 1          | Sentinelles de Strasbourg | 16     | 8            | 8         | 0    | 0        | 48        | 19          | +29        |
| 2          | Ericsson Vikings          | 10     | 8            | 5         | 0    | 3        | 34        | 22          | +12        |
| 3          | Dragons Bisontins         | 6      | 8            | 3         | 0    | 5        | 37        | 38          | -1         |
| 4          | Loups Lorrains            | 6      | 8            | 3         | 0    | 5        | 28        | 50          | -22        |
| 5          | Paris UC 2                | 2      | 8            | 1         | 0    | 7        | 22        | 40          | -18        |

#### Poule Sud-Est
| Classement | Nom de l'équipe         | Points | Matchs joués | Victoires | Nuls | Défaites | Buts pour | Buts contre | Différence |
| ---------- | ----------------------- | ------ | ------------ | --------- | ---- | -------- | --------- | ----------- | ---------- |
| 1          | Trolls d'Annecy         | 16     | 8            | 8         | 0    | 0        | 56        | 13          | +43        |
| 2          | Chats Biterrois         | 12     | 8            | 6         | 0    | 2        | 45        | 22          | +23        |
| 3          | Pirates du Rhône 2      | 6      | 8            | 3         | 0    | 5        | 24        | 30          | -6         |
| 4          | Deux Savoies FC         | 4      | 8            | 1         | 2    | 5        | 21        | 40          | -19        |
| 5          | Tigres du Grésivaudan 2 | 2      | 8            | 0         | 2    | 6        | 8         | 49          | -41        |

### Playoffs
Le tirage au sort des ¼ de finale a été effectuée à la fin de la saison régulière, le 31 mars 2013 à Saint-Étienne.
|  | Quarts de finale               | Quarts de finale          |                        |                           | Demi-finales           | Demi-finales           |   |  | Finale                 | Finale                 |
|  | Quarts de finale               | Quarts de finale          |                        |                           | Demi-finales           | Demi-finales           |   |  | Finale                 | Finale                 |
|  |                                |                           |                        |                           |                        |                        |   |  |                        |                        |
|  | 20 avril 2013 à Paris          | 20 avril 2013 à Paris     |                        |                           | 21 avril 2013 à Paris  | 21 avril 2013 à Paris  |   |  | 18 mai 2013 à Grenoble | 18 mai 2013 à Grenoble |
|  | 20 avril 2013 à Paris          | 20 avril 2013 à Paris     |                        |                           | 21 avril 2013 à Paris  | 21 avril 2013 à Paris  |   |  | 18 mai 2013 à Grenoble | 18 mai 2013 à Grenoble |
|  | A-1: Caen Floorball            | 5                         |                        |                           | 21 avril 2013 à Paris  | 21 avril 2013 à Paris  |   |  | 18 mai 2013 à Grenoble | 18 mai 2013 à Grenoble |
|  | A-1: Caen Floorball            | 5                         |                        |                           | 21 avril 2013 à Paris  | 21 avril 2013 à Paris  |   |  | 18 mai 2013 à Grenoble | 18 mai 2013 à Grenoble |
|  | B-2: Nordiques Floorball Club  | 3                         |                        |                           | 21 avril 2013 à Paris  | 21 avril 2013 à Paris  |   |  | 18 mai 2013 à Grenoble | 18 mai 2013 à Grenoble |
|  | B-2: Nordiques Floorball Club  | 3                         | Caen Floorball         | 3                         |                        |                        |   |  | 18 mai 2013 à Grenoble | 18 mai 2013 à Grenoble |
|  | 20 avril 2013 à Paris          |                           | Caen Floorball         | 3                         |                        |                        |   |  | 18 mai 2013 à Grenoble | 18 mai 2013 à Grenoble |
|  |                                | Sentinelles de Strasbourg | 1                      |                           |                        |                        |   |  | 18 mai 2013 à Grenoble | 18 mai 2013 à Grenoble |
|  | C-1: Sentinelles de Strasbourg | Sentinelles de Strasbourg | 1                      | 6                         |                        |                        |   |  | 18 mai 2013 à Grenoble | 18 mai 2013 à Grenoble |
|  | C-1: Sentinelles de Strasbourg |                           |                        | 6                         |                        |                        |   |  | 18 mai 2013 à Grenoble | 18 mai 2013 à Grenoble |
|  | D-2: Chats Biterrois           | 1                         |                        |                           |                        |                        |   |  | 18 mai 2013 à Grenoble | 18 mai 2013 à Grenoble |
|  | D-2: Chats Biterrois           | 1                         | Caen Floorball         | 1                         |                        |                        |   |  |                        |                        |
|  | 20 avril 2013 à Paris          |                           | Caen Floorball         | 1                         |                        |                        |   |  |                        |                        |
|  |                                | Trolls d'Annecy           | 6                      |                           |                        |                        |   |  |                        |                        |
|  | B-1: Grizzlys du Hainaut       | Trolls d'Annecy           | 6                      | 3                         |                        |                        |   |  |                        |                        |
|  | B-1: Grizzlys du Hainaut       | 21 avril 2013 à Paris     |                        | 3                         |                        |                        |   |  |                        |                        |
|  | A-2: Canonniers de Nantes      | 4                         |                        |                           |                        |                        |   |  |                        |                        |
|  | A-2: Canonniers de Nantes      | 4                         | Canonniers de Nantes   | 1                         |                        |                        |   |  |                        |                        |
|  | 20 avril 2013 à Paris          | 20 avril 2013 à Paris     | Canonniers de Nantes   | 1                         | Match pour la 3e place | Match pour la 3e place |   |  |                        |                        |
|  | 20 avril 2013 à Paris          | 20 avril 2013 à Paris     |                        | Trolls d'Annecy           | Match pour la 3e place | Match pour la 3e place | 2 |  |                        |                        |
|  | D-1: Trolls d'Annecy           | 6                         | 18 mai 2013 à Grenoble | 18 mai 2013 à Grenoble    |                        |                        | 2 |  |                        |                        |
|  | D-1: Trolls d'Annecy           | 6                         | 18 mai 2013 à Grenoble | 18 mai 2013 à Grenoble    |                        |                        |   |  |                        |                        |
|  | C-2: Ericsson Vikings          | 1                         |                        | Sentinelles de Strasbourg | 6                      |                        |   |  |                        |                        |
|  | C-2: Ericsson Vikings          | 1                         |                        | Sentinelles de Strasbourg | 6                      |                        |   |  |                        |                        |
|  |                                |                           |                        |                           |                        |                        |   |  | Canonniers de Nantes   | 7                      |
|  |                                |                           |                        |                           |                        |                        |   |  | Canonniers de Nantes   | 7                      |